# جان باتيست برتراند
جان باتيست برتراند (بالفرنسية: Jean-Baptiste Bertrand)‏ هو مصمم ليثوغراف ورسام فرنسي، ولد في 25 مارس 1823 في ليون في فرنسا، وتوفي في 27 سبتمبر 1887 في أورسي ‏ في فرنسا.